# Saint-Maurice (Puy-de-Dôme)
Saint-Maurice település Franciaországban, Puy-de-Dôme megyében. Lakosainak száma 990 fő (2022. január 1.). Saint-Maurice Vic-le-Comte, Busséol, Laps, Les Martres-de-Veyre és Mirefleurs községekkel határos.

## Népesség
A település népessége az elmúlt években az alábbi módon változott:
| Lakosok száma | 818  | 826  | 847  | 869  | 905  | 941  | 963  | 976  | 990  |
|               | 2013 | 2015 | 2016 | 2017 | 2018 | 2019 | 2020 | 2021 | 2022 |